# Bakerdania quadratus
Bakerdania quadratus är en spindeldjursart som först beskrevs av Ewing 1917.  Bakerdania quadratus ingår i släktet Bakerdania och familjen Pygmephoridae. Inga underarter finns listade.